# کیوپید (قمر)
قمر کیوپید (انگلیسی: Cupid) یکی از اقمار درونی اورانوس است که توسط جک جی. لیزایر و مارک آر. شوالتر در سال ۲۰۰۳ با استفاده از تلسکوپ فضایی هابل کشف شد. این قمر به یادبود شخصیتی در نمایشنامه تیموتی آتنی نوشته ویلیام شکسپیر بدین اسم نامگذاری گردید.